# Заслуженный работник здравоохранения Республики Марий Эл
Заслуженный работник здравоохранения Республики Марий Эл (луговомар. Марий Эл Республикын сулло тазалык аралымаш пашаеҥже) — государственная награда, почётное звание Республики Марий Эл.

## История
Учреждено Указом Президиума Верховного Совета Марийской АССР от 15 сентября 1982 года.

## Основания награждения
Установлено для средних и младших медицинских работников, провизоров, фармацевтов, инженерно-технических работников, обслуживающего и другого персонала лечебно-профилактических, санитарно-профилактических, санаторно-курортных, аптечных учреждений, органов здравоохранения за заслуги в охране здоровья населения, повышении качества медицинской помощи и лекарственного обеспечения, работающих в области здравоохранения 15 и более лет.
Присваивается Главой Республики Марий Эл (ранее Президиумом Верховного Совета Марийской АССР) с вручением удостоверения и нагрудного знака. На 1 июля 2008 года звания удостоены 175 человек.

## Список обладателей почётного звания
- Букатина Светлана Викторовна (2023)[2]
- Зангерова Екатерина Юрьевна (2023)[2]
- Путилова Светлана Вячеславовна (2023)[2]
- Шляпина Флюра Нурмухматовна (2023)[2]